# Али, Махершала
Махершалалхашба́з Али́ (англ. Mahershalalhashbaz Ali; род. 16 февраля 1974, Окленд, Калифорния, США), известный также как Махершала́ Али́ (англ. Mahershala Ali), — американский актёр, двукратный лауреат премии «Оскар» и награды Американской Гильдии киноактёров в номинации «Лучший актёр второго плана», обладатель премий BAFTA и «Золотой глобус» в аналогичной номинации,  лауреат «Эмми».

## Жизнь и актёрская карьера
Али родился в городе Окленде (штат Калифорния) и вырос в Хейварде. Его мать — священник, а отец появлялся в театральных постановках на Бродвее. Он был назван в честь одного из сыновей пророка Исайи в Библии. Воспитанный как христианин, он позже стал членом Ахмадийской мусульманской общины и сменил свою фамилию с Гилмор на Али. В 1996 году Али окончил Калифорнийский колледж святой Марии, получив диплом по специальности «средства массовой информации».
Он учился в Калифорнийском колледже Святой Марии (SMC) в Мораге, штат Калифорния, который окончил в 1996 году со степенью в области массовых коммуникаций<. Он поступил в SMC с баскетбольной стипендией и носил имя «Хершал Гилмор», когда играл за SMC Gaels. Он разочаровался в идее спортивной карьеры из-за обращения со спортсменами команды и проявил интерес к актёрскому мастерству, особенно после участия в постановке пьесы «Мужество», которая позже позволила ему пройти обучение в Калифорнийском Шекспировском театре после выпуска. После года творческого отпуска, проработав в Gavin Report, он поступил в аспирантуру Нью-Йоркского университета по актёрскому мастерству в Школе искусств Тиш, получив степень магистра в 2000 году.
До 2010 года он был известен как Махершалалхашбаз Али. Его наиболее известными работами являются роли Рэми Дэнтона в сериале «Карточный домик», Корнелла Стокса в сериале «Люк Кейдж», Боггса в частях «Голодные игры: Сойка-пересмешница. Часть 1» и «Голодные игры: Сойка-пересмешница. Часть 2» франшизы «Голодные игры».
В 2016 году вышел фильм «Лунный свет», где Али сыграл роль наркоторговца Хуана. Эта роль принесла ему многочисленные награды и номинации: он стал лауреатом премий «Выбор критиков», Гильдии киноактёров США и «Оскар», а также номинировался на «Золотой глобус» в категории «Лучший актёр второго плана». Помимо наград за роль в «Лунном свете», он также является лауреатом премии Гильдии киноактёров США в номинации «Лучший актёрский состав в игровом кино» за участие в киноленте «Скрытые фигуры».
Али стал первым мусульманином, удостоенным актёрским «Оскаром». 24 февраля 2019 года он получил второй «Оскар» в категории «Лучшая мужская роль второго плана» (за фильм «Зелёная книга»).
В июле 2019 года на ежегодном фестивале San Diego Comic-Con International было объявлено, что актёр сыграет Блэйда, персонажа из Кинематографической вселенной Marvel.

## Личная жизнь
С 2013 года Али женат на Аматус Сами-Карим. Супруги воспитывают дочь Бари Наджма Али (род. 22 февраля 2017).

## Фильмография
| Год       |     | Русское название                           | Оригинальное название                             | Роль                            |
| --------- | --- | ------------------------------------------ | ------------------------------------------------- | ------------------------------- |
| 2001—2002 | с   | Расследование Джордан                      | Crossing Jordan                                   | доктор Трей Сандерс             |
| 2002      | с   | Говорящий с призраками                     | Haunted                                           | Алекс Дэлкур                    |
| 2002      | с   | Полиция Нью-Йорка                          | NYPD Blue                                         | Рашард Коулмен                  |
| 2003      | с   | C.S.I.: Место преступления                 | CSI: Crime Scene Investigation                    | охранник Томбса                 |
| 2003      | с   | Оперативник                                | The Handler                                       | имя персонажа неизвестно        |
| 2003—2004 | с   | Матрица: Угроза                            | Threat Matrix                                     | Джелани Харпер                  |
| 2003      | ф   | Революционер                               | Making Revolution                                 | Мэк Лэслоу                      |
| 2004—2007 | с   | 4400                                       | The 4400                                          | Ричард Тайлер                   |
| 2008      | кор | Сердце Уми                                 | Umi's Heart                                       | Эзра                            |
| 2008      | ф   | Загадочная история Бенджамина Баттона      | The Curious Case of Benjamin Button               | Тиззи                           |
| 2009      | ф   | Переправа                                  | Crossing Over                                     | детектив Стриклэнд              |
| 2009      | с   | Обмани меня                                | Lie to Me                                         | детектив Дон Хьюз               |
| 2009      | с   | Закон и порядок: Специальный корпус        | Law & Order: Special Victims Unit                 | Марк Фостер                     |
| 2010      | тф  | Невиновный                                 | The Wronged Man                                   | Кэлвин Уиллис                   |
| 2010      | ф   | Хищники                                    | Predators                                         | Момбаса                         |
| 2010      | кор |                                            | Predators Motion Comics: Moment of Extraction     | Момбаса                         |
| 2010      | ки  | CSI: Fatal Conspiracy                      | CSI: Fatal Conspiracy                             | Тодд Стюарт                     |
| 2011—2012 | с   | Тримей                                     | Treme                                             | Энтони Кинг                     |
| 2011—2012 | с   | Люди Альфа                                 | Alphas                                            | Нэйтан Клэй                     |
| 2011      | с   | Тушите свет                                | Lights Out                                        | мёртвый Роу Рейнольдс           |
| 2012      | с   | Алькатрас                                  | Alcatraz                                          | Клэренс Монтгомери              |
| 2012      | ф   | Место под соснами                          | The Place Beyond the Pines                        | Кофи Кэнкэм                     |
| 2013—2016 | с   | Карточный домик                            | House of Cards                                    | Реми Дэнтон                     |
| 2013      | ф   | Пойти за сестёр                            | Go for Sisters                                    | Дез                             |
| 2014      | ф   | Превосходство                              | Supremacy                                         | помощник Риверс                 |
| 2014      | ф   | Голодные игры: Сойка-пересмешница. Часть 1 | The Hunger Games: Mockingjay — Part 1             | полковник Боггс                 |
| 2015      | ф   | Голодные игры: Сойка-пересмешница. Часть 2 | The Hunger Games: Mockingjay — Part 2             | полковник Боггс                 |
| 2016      | кор |                                            | Gubagude Ko                                       | Очоро                           |
| 2016      | кор |                                            | The Realest Real                                  | Министр                         |
| 2016      | с   | Люк Кейдж                                  | Luke Cage                                         | Корнелл «Щитомордник» Стоукс    |
| 2016      | ф   | Кроссы                                     | Kicks                                             | Марлон                          |
| 2016      | ф   | Свободный штат Джонса                      | Free State of Jones                               | Моисей Вашингтон                |
| 2016      | ф   | Скрытые фигуры                             | Hidden Figures                                    | полковник Джим Джонсон          |
| 2016      | ф   | Лунный свет                                | Moonlight                                         | Хуан                            |
| 2017      | док |                                            | Moonlight: Ensemble of Emotion — Making Moonlight | в роли самого себя              |
| 2017      | ки  | Madden NFL 18: Longshot                    | Madden NFL 18: Longshot                           | Каттер Уэйд                     |
| 2017      | с   |                                            | Comrade Detective                                 | тренер                          |
| 2017      | ф   | Роксана Роксана                            | Roxanne Roxanne                                   | Кросс                           |
| 2018      | ф   | Зелёная книга                              | Green Book                                        | Дон Ширли                       |
| 2018      | с   | Комната 104                                | Room 104                                          | Франко                          |
| 2018      | мф  | Человек-паук: Через вселенные              | Spider-Man: Into the Spider-Verse                 | Бродяга / Аарон Дэвис           |
| 2019      | с   | Настоящий детектив                         | True Detective                                    | детектив Уэйн Хэйс              |
| 2019      | ф   | Алита: Боевой ангел                        | Alita: Battle Angel / 銃夢                        | Вектор                          |
| 2020      | с   | Рами                                       | Ramy                                              | шейх Али Малик                  |
| 2021      | мс  | Неуязвимый                                 | Invincible                                        | Титан                           |
| 2021      | ф   | Лебединая песня                            | Swan song                                         | Кэмерон Тернер / Cameron Turner |
| 2021      | ф   | Вечные                                     | Eternals                                          | Эрик Брукс / Блэйд (голос)      |
| 2023      | ф   | Оставь мир позади                          | Leave The World Behind                            | Джордж                          |
| 2025      | ф   | Мир юрского периода: Возрождение           | Jurassic World: Rebirth                           | Дункан Кинкейд                  |
| 2026      | мф  | Дикий лес                                  | Wildwood                                          | Бренден                         |
|           | ф   | Блэйд                                      | Blade                                             | Эрик Брукс / Блэйд              |
|           | ф   | Блэкаут 77 года                            | 77 Blackout                                       | Рэй Батлер                      |

## Награды и номинации
Полный список наград и номинаций на сайте IMDB.com
| Награда                        | Год  | Категория                                                  | Фильм                                            | Результат |
| ------------------------------ | ---- | ---------------------------------------------------------- | ------------------------------------------------ | --------- |
| Оскар                          | 2017 | Лучшая мужская роль второго плана                          | Лунный свет                                      | Победа    |
| Оскар                          | 2019 | Лучшая мужская роль второго плана                          | Зелёная книга                                    | Победа    |
| Золотой глобус                 | 2017 | Лучшая мужская роль второго плана                          | Лунный свет                                      | Номинация |
| Золотой глобус                 | 2019 | Лучшая мужская роль второго плана                          | Зелёная книга                                    | Победа    |
| Золотой глобус                 | 2022 | Лучшая мужская роль — драма                                | Лебединая песня                                  | Номинация |
| BAFTA                          | 2017 | Лучшая мужская роль второго плана                          | Лунный свет                                      | Номинация |
| BAFTA                          | 2019 | Лучшая мужская роль второго плана                          | Зелёная книга                                    | Победа    |
| BAFTA                          | 2022 | Лучшая мужская роль                                        | Лебединая песня                                  | Номинация |
| Эмми                           | 2016 | Лучший приглашённый актёр в драматическом сериале          | Карточный домик                                  | Номинация |
| Эмми                           | 2019 | Лучшая мужская роль в мини-сериале или телефильме          | Настоящий детектив                               | Номинация |
| Эмми                           | 2020 | Лучшая мужская роль второго плана в комедийном телесериале | Рами                                             | Номинация |
| Эмми                           | 2020 | Лучшая детская телепрограмма                               | Мы мечта: Дети на фестивале Мартина Лютера Кинга | Победа    |
| Премия Гильдии киноактёров США | 2009 | Лучший актёрский состав в игровом кино                     | Загадочная история Бенджамина Баттона            | Номинация |
| Премия Гильдии киноактёров США | 2016 | Лучший актёрский состав в драматическом сериале            | Карточный домик                                  | Номинация |
| Премия Гильдии киноактёров США | 2017 | Лучший актёрский состав в игровом кино                     | Лунный свет                                      | Номинация |
| Премия Гильдии киноактёров США | 2017 | Лучший актёрский состав в игровом кино                     | Скрытые фигуры                                   | Победа    |
| Премия Гильдии киноактёров США | 2017 | Лучшая мужская роль второго плана                          | Лунный свет                                      | Победа    |
| Премия Гильдии киноактёров США | 2019 | Лучшая мужская роль второго плана                          | Зелёная книга                                    | Победа    |
| Премия Гильдии киноактёров США | 2020 | Лучшая мужская роль в телефильме или мини-сериале          | Настоящий детектив                               | Номинация |